# Frank Amyot
Frank Amyot   (Thornhill, 14 de setembre de 1904 - Ottawa, 21 de novembre de 1962) fou un piragüista canadenc que va competir durant les dècades de 1920 i 1930.
El 1936 va prendre part en els Jocs Olímpics de Berlín, on va disputar dues proves del programa de piragüisme. Guanyà la medalla d'or en la competició del C-1 1000 metres, mentre en la prova del K-1, 1.000 metres quedà eliminat en sèries.